# هاو غيلب
هاو غيلب (بالإنجليزية: Howe Gelb)‏ هو مغني ومغن مؤلف ومنتج أسطوانات أمريكي، ولد في 1956 في سكرانتون في الولايات المتحدة.

## وصلات خارجية
- الموقع الرسمي
- هاو غيلب على موقع ميوزك برينز (الإنجليزية)
- هاو غيلب على موقع أول ميوزيك (الإنجليزية)
- هاو غيلب على موقع ديسكوغز (الإنجليزية)